# Список паровозів 9П
Паровоз 9П  — маневровий танк-паровоз типа 0-3-0, випускався в СРСР з 1935 по 1957 рік. За всі роки побудовано приблизно 3024 одиниці.
Паровози виготовляли на Коломенському, Новочеркаському, Муромському заводах
| Номер    | Зображення | Рік і місце випуску | Розташування | Примітки |
| -------- | ---------- | ------------------- | --- | --- |
| 9П-2     |            |                     | Новосибірський музей залізничної техніки, м. Новосибірськ, Новосибірська область, Росія                                    | |
| 9Пм-161  |            | МПЗ                 | Локомотив-пам'ятник. Завод-музей, м. Нижній Тагіл, Свердловська область, Росія                                             | |
| 9П-204   |            |                     | Локомотив-пам'ятник. Встановлено на території залізничного цеху ВАТ «СУМЗ», м. Ревда, Свердловська область, Росія          | |
| 9П-239   |            |                     | м. Барнаул, Алтайський край, Росія                                                                                         | |
| 9П-260   |            |                     | Комбінат «Запоріжсталь», м. Запоріжжя, Запорізька область                                                                  | Пам'ятник на честь 50-річчя заснування залізничного цеху комбінату «Запоріжсталь» |
| 9П-285   |            |                     | Дніпровський електровозобудівний завод, м. Дніпро, Дніпропетровська область                                                | |
| 9П-320   |            |                     | Ростовський музей залізничної техніки, м. Ростов-на-Дону, Ростовська область, Росія                                        | |
| 9П-337   |            | 1949, МПЗ           | м. Краматорськ, Донецька область                                                                                           | Пам'ятник на честь залізничників металургійного заводу |
| 9П-388   |            |                     | Донецький металургійний завод, м. Донецьк, Донецька область                                                                | |
| 9П-389   |            |                     | Музей історії та розвитку Донецької залізниці, м. Донецьк, Донецька область                                                | |
| 9П-460   |            |                     | Локомотивне депо Львів-Захід, м. Львів, Львівська область В'їзний знак локомотивного депо Львів-Захід                      | |
| 9П-470   |            |                     | Івано-Франківський локомотиворемонтний завод, м. Івано-Франківськ, Івано-Франківська область                               | Пам'ятник на честь 115-річчя заснування заводу |
| 9П-504   |            | МПЗ                 | Локомотив-пам'ятник. НТМК, м. Нижній Тагіл, Свердловська область, Росія                                                    | |
| 9П-610   |            |                     | Локомотив-пам'ятник. вул. 200-річчя Тараса Шевченка, м. Шепетівка, Хмельницька область                                     | |
| 9П-627   |            |                     | Новолипецький металургійний комбінат (НЛМК), м. Липецьк, Липецька область, Росія                                           | |
| 9П-649   |            |                     | Ташкентський Музей залізничної техніки, м. Ташкент, Узбекистан                                                             | |
| 9П-679   |            |                     | Вул. Дибенка, м. Самара, Самарська область, Росія                                                                          | |
| 9П-746   |            |                     | Локомотив-пам'ятник. Парк «Юність», м. Харків, Харківська область                                                          | Паровоз проданий на металобрухт в грудні 2008 року. |
| 9П-749   |            | 1951, МПЗ           | Експонат. Музей історії та залізничної техніки Південної залізниці, м. Харків, Харківська область                          | З 1951 року працював у локомотивному депо ім. М.С.Кірова. У 1981 році виведений з експлуатації, встановлений на постамент, ставши пам'ятником. У 2014 році паровоз передано до музею. |
| 9П-752   |            |                     | Локомотив-пам'ятник. Біля станції Перм-1, м. Перм, Пермський край, Росія                                                   | |
| 9П-2175  |            |                     | Музей Дніпровського металургійного комбінату (раніше знаходився на території ДМК), м. Кам'янське, Дніпропетровська область | Останній паровоз ДМК |
| 9П-13231 |            | 1952, МПЗ           | Ресторан "Пре сварстиклю", м. Каунас, Литва                                                                                | Працював на Каунаській ТЕЦ. Встановлено без будки і обшивки котла разом з вагоном |
| 9П-15387 |            | 1953, МПЗ           | Локомотивне депо Санкт-Петербург-Сортувальний-Московський, м. Санкт-Петербург, Росія                                       | Поступив з локомотивного депо Дно |
| 9П-17485 |            | 1954, МПЗ           | Державний політехнічний музей при НТУУ КПІ, м. Київ, Київська область                                                      | |
| 9П-17347 |            |                     | Музей історії залізничної техніки Московської залізниці, м. Москва, Росія                                                  | |
| 9П-18412 |            |                     | Маріупольський металургійний комбінат імені Ілліча, м. Маріуполь, Донецька область                                         | |
| 9П-18430 |            |                     | Залізнична станція Батьово; територія вантажного митного комплексу «Термінал-Карпати», смт. Батьово, Закарпатська область  | |
| 9П-19477 |            |                     | | Поставлено на облік в котлонагляду по БАКАЛЬСЬКИЙ рудоуправління в березні 1955 року. Челябінська область, станція Бакал                                                              |
| 9П-19489 |            |                     | Локомотивне депо Санкт-Петербург-Сортувальний-Московський, м. Санкт-Петербург, Росія                                       | |
| 9П-19497 |            |                     | Гірничо-металургійний комбінат «АрселорМіттал» (біля залізничного цеху № 2), м. Кривий Ріг, Дніпропетровська область       | Надпис: «17 квітня 1973 на заводі „Криворіжсталь“ загасили останній паровоз» |
| 9П-19499 |            | 1954                | Депо Підмосковна, м. Москва, Росія                                                                                         | |
| 9П-22518 |            | 1955                | Маневровий потяг. Депо Тихорецьк                                                                                           | Працював в депо Шарья до 1988 року |
| 9П-23534 |            |                     | Локомотивне депо Балашов, м. Балашов, Саратовська область, Росія                                                           | |